# Hitler’s Children
Hitler’s Children ist ein 1942 gedrehter, US-amerikanischer Propagandafilm von Edward Dmytryk. Im Mittelpunkt der Geschichte steht die Verführung und Vergiftung der deutschen Jugend durch die nationalsozialistische Ideologie anhand eines Fallbeispiels zweier junger Deutsch-Amerikaner. Der Geschichte liegt der Roman Education for Death („Erziehung zum Tod“) von Gregor Ziemer zugrunde. Die Filmwerbung kündigte den Streifen mit folgenden Worten an: The truth of the Nazis from the cradle to the battlefront („Die Wahrheit über die Nazis, von der Wiege bis zum Schlachtfeld“).

## Handlung
Der US-Staatsbürger Professor Nichols betreibt im Jahr 1933 in Berlin eine englischsprachige Schule, die American Colony School. Sie ist mit ihren liberalen Grundsätzen und Ideen eine Art Gegenentwurf zu der jüngst etablierten Horst-Wessel-Schule, einem Hort nationalsozialistischer Indoktrination deutscher Jugendlicher und antisemitischer Hassverbreitung. Eines Tages kommt es zu einer Schlägerei zwischen den Schülern beider Lehranstalten. Mittendrin: der in den USA geborene Karl Bruner und Anna Müller, eine einst in Deutschland geborenen Amerikanerin. Schließlich verpasst das Mädchen Karl eins mit dem Baseballschläger. Diese handfeste Auseinandersetzung ist der Beginn gegenseitiger Annäherung. Annas Eltern hatten ihre Tochter einst zurück ins Reich geschickt, auf dass sie dort eine bessere Schulerziehung erlangen möge. Sie wählten für diese Absicht die amerikanische Institution auf deutschem Boden. Trotz erheblicher Unterschiede bezüglich der politischen Ansichten, die gerade seit der Machtergreifung durch die Nationalsozialisten virulent zu Tage treten, verstehen sich die beiden jungen Leute mit Schulleiter Nichols gut.
Sechs Jahre darauf, am Vorabend des Zweiten Weltkriegs. Karl Bruner macht Karriere bei der Gestapo und tut sich vor allem damit hervor, rigide gegen Schüler der American School vorzugehen, die angeblich die „falsche Nationalität“ besitzen. Anna arbeitet derweil als Lehrkraft an Nichols’ Schule und verbreitet die liberalen Ideale ihres Vorbilds. Bald muss die ethnische Deutsche mit dem amerikanischen Pass ihre Tätigkeit aufgeben und verschwindet plötzlich. Professor Nichols macht sich auf die Suche nach seiner engagierten Lehrkraft, kommt aber nicht weit. Dem US-Konsulat sind die Hände gebunden und Annas Großeltern fehlt der Mut, mit dem Ausländer Nichols zusammenzuarbeiten. Franz Erhart, ein deutscher Freund des amerikanischen Schuldirektors, schlägt vor, das Erziehungsministerium zu kontaktieren und zu versuchen herauszubekommen, ob Anna eventuell in ein Arbeitslager verschleppt wurde. Nichols lernt bei seiner Nachforschung den eisigen Gestapo-Oberst Henkel kennen, der zugleich der Vorgesetzte von Karl ist. Obwohl Henkel bereit ist, ein Treffen mit Anna zu ermöglichen, rät Karl dem Amerikaner bei einem Gespräch unter vier Augen dringend ab. Anna habe sich verändert und sei nun eine „Musterdeutsche“ geworden, gerade so, wie es das Regime von „arischen“ Mädels verlange. Nichols kann das einfach nicht glauben, und ihm gelingt es, im Arbeitslager ein Vier-Augen-Gespräch mit Anna zu führen. Sie rät ihm davon ab, sie befreien zu wollen, denn er hätte wohl keine Chance und würde sich durch eine solche Aktion nur selbst gefährden.
Anna spielt ihre Rolle als linientreue Nationalsozialistin derart gut, dass ihr alter Freund Karl Bruner vorschlägt, sie an der Universität einen Kurs in Geopolitik belegen zu lassen. Doch Anna weist diese Idee zurück, befürchtet sie doch, dass man sie dort lediglich weiter indoktrinieren und zu einer zukünftigen Spionin gegen die Vereinigten Staaten ausbilden wolle. Daraufhin muss sie zurück ins Lager, wo sie fortan als einfache Arbeiterin schuften soll. Bald hat Oberst Henkel den Glauben daran verloren, dass die liberale Anna jemals eine fanatische Nationalsozialistin werden könne und ordnet daher ihre Zwangssterilisation an. Bruner ist entsetzt, seine alten Gefühle für Anna brechen durch. Er fleht sie gerade zu an, wie er mit den Wölfen zu heulen und wenigstens so zu tun, als sei sie nunmehr von der NS-Ideologie überzeugt. Anna gelingt der Ausbruch aus dem Lager und flieht nach Berlin, wo sie Schutz in einer katholischen Kirche findet. Doch man spürt sie dort auf und verschleppt das Mädchen erneut, unter lautstarkem Protest des anwesenden Bischofs. Henkel lässt Anna auspeitschen und beordert in seinem Sadismus auch noch Bruner zu sich, auf das er Zeuge dieser harschen Bestrafung werde. Nach dem zweiten Peitschenhieb greift Karl ein und verhindert weitere Schläge. Damit scheint auch sein parteipolitisches Schicksal besiegelt.
Bruner versucht zu lavieren. Einerseits beginnt er am Nationalsozialismus zu zweifeln und versteht nun Anna besser als je zuvor, andererseits bereut er öffentlich sein Eingreifen und Zaudern. Doch Henkel hat längst eigene Pläne im Sinn. Er will ein öffentliches Tribunal gegen Anna Müller und Karl Bruner, das sogar im Hörfunk übertragen werden soll. Dies solle jedermann abschrecken, der glaubt, sich gegen die neue Ordnung auflehnen zu müssen. Die Todesurteile scheinen bereits festzustehen. Als Gipfel des Zynismus verspricht Henkel seinem einstigen Untergebenen, diesem nach seiner Hinrichtung wenigstens ein ehrenvolles Begräbnis zu ermöglichen. Professor Nichols muss augenblicklich Deutschland verlassen, wenn er nicht wegen Beihilfe zum Verrat angeklagt werden. Am Flughafen angekommen, hört er im Radio Karls flammende Rede gegen das neue Hitler-Deutschland und dessen Unmenschlichkeit. Dann wird Karl standrechtlich erschossen. Anna, die ihrem wieder gefundenen Freund in jenem Moment nicht allein lassen will, rennt zu ihm und stirbt ebenfalls im Kugelhagel.

## Produktionsnotizen
Hitler’s Children wurde 1942 gedreht und am 6. Januar 1943 uraufgeführt. Im deutschsprachigen Raum wurde der Film auch nach 1945 nicht in die Kinos gebracht.
Die Produktionskosten lagen bei moderaten 205.000 US-Dollars, die Einnahmen betrugen 3.550.000 Dollars. Damit galt Hitler’s Children als sensationeller Kassenerfolg. Der Film belegte, was die Kasseneinnahmen betraf, Rang 4 aller 1943 in den USA angelaufenen Filme und war zugleich die kommerziell erfolgreichste RKO-Produktion jenes Jahres.
Die Filmbauten entwarfen Albert S. D’Agostino und Carroll Clark, die Ausstattung übernahmen Darrell Silvera und Harvey Miller.
Für den gutaussehenden Hauptdarsteller Tim Holt war dieser Film ein äußerst ungewöhnlicher Ausflug in das Filmgenre des Politdramas: Normalerweise war er auf dem Sattel zuhause und spielte Hauptrollen in unzähligen Billigwestern.

## Wissenswertes
Der Autor der Buchvorlage, Gregor Ziemer (1899–1982), ein Amerikaner mit deutschen Vorfahren, leitete von 1928 bis 1939 die American School in Berlin, ehe er aus Hitler-Deutschland floh. In seinem Werk Education for Death verarbeitete er seine Erfahrung mit der nationalsozialistischen Jugend- und Erziehungspolitik zwischen 1933 und 1939.

## Kritiken
Bosley Crowther schrieb in The New York Times, der Film sei ein ziemlich „offensichtliches, konventionelles Melodram“ und berühre vor allem aufgrund seiner „puren Brutalität, die gezeigt wird“. Allerdings sei die Erzählstruktur „extrem theatralisch“. Crowthers Fazit lautete, der Streifen verpatze „vollständig die gute Gelegenheit, die angstmachende Bedeutung einer Zersetzung aufzuzeigen, in die die deutsche Jugend gestürzt“ werde.
Der Movie & Video Guide sah Hitler’s Children als einen „fesselnden Exploitationfilm“, der zu seiner Entstehungszeit „ziemlich sensationell“ gewesen sein müsse.
Halliwell’s Film Guide empfand den Film einerseits als ein „künstliches Melodram“, wies aber darauf hin, dass der damalige Erfolg beim Publikum in der Aktualität und Brisanz des Themas begründet sei und dass man sich geweigert habe, die „Nazis als Idioten darzustellen“.
Howard Barnes wies in der Herald Tribune darauf hin, dass es sich bei diesem Film um „starke Anti-Nazi-Propaganda“ handele.